# Lijst van rijksmonumenten in Haarlem Zuid-West
De stad Haarlem telt 1148 inschrijvingen in het rijksmonumentenregister. Hieronder een overzicht van rijksmonumenten die zich in Haarlem Zuid-West bevinden.

## Florapark
- Lijst van rijksmonumenten in het Florapark

## Floraplein
- Lijst van rijksmonumenten aan het Floraplein

## Wagenweg
- Lijst van rijksmonumenten aan de Wagenweg

## Overig
| Object                                                                                                | Oorspronkelijke functie?  | Bouwjaar                        | Architect                       | Locatie                                                    | Coördinaten?                  | Nr.?   | Afbeelding                                                                       |
| --- | ------------------------- | ------------------------------- | ------------------------------- | ---------------------------------------------------------- | ----------------------------- | ------ | -------------------------------------------------------------------------------- |
| Buitenrust                                                                                            | Kasteel, buitenplaats     | laat 18e eeuw                   |                                 | Buitenrustlaan 9                                           | 52° 22' 17" NB, 4° 38' 18" OL | 18997  | Meer afbeeldingen                                                                |
| Vlietsorg of het 'Kleine Paviljoen'                                                                   | Kasteel, buitenplaats     |                                 |                                 | Buitenrustlaan 29 en 31                                    | 52° 22' 15" NB, 4° 38' 12" OL | 18998  | Meer afbeeldingen                                                                |
| Dreeflust                                                                                             | Woonhuis                  | 18e eeuw                        |                                 | Dreef 1                                                    | 52° 22' 21" NB, 4° 37' 50" OL | 19042  | Meer afbeeldingen                                                                |
| Paviljoen Welgelegen                                                                                  | Kasteel, buitenplaats     | 1785/8                          | Triquetti consul van Sardinië   | Dreef 3                                                    | 52° 22' 19" NB, 4° 37' 49" OL | 19043  | Meer afbeeldingen                                                                |
| Buitenhuis met vooruitgebouwde voorgevel. Sobere architectuur van monumentale allure                  | Kasteel, buitenplaats     | eerste helft 19e eeuw           |                                 | Dreef 10                                                   | 52° 22' 25" NB, 4° 37' 48" OL | 19044  | Meer afbeeldingen                                                                |
| Tuinmanswoning van het voormalig buiten 'Duinvliet'                                                   | Bijgebouwen kastelen enz. |                                 |                                 | Duinvlietspad 9                                            | 52° 22' 30" NB, 4° 36' 6" OL  | 19045  | Upload foto                                                                      |
| Gemetselde hekpalen van de twee inrijhekken van het voormalig buiten 'Duinvliet'                      | Grensafbakening           | 18e eeuw                        |                                 | Duinvlietspad                                              | 52° 22' 24" NB, 4° 36' 11" OL | 19046  | Gemetselde hekpalen van de twee inrijhekken van het voormalig buiten 'Duinvliet' |
| Dreefzicht                                                                                            | Vergadering en vereniging | vroeg 19e eeuw                  |                                 | Fonteinlaan 1                                              | 52° 22' 6" NB, 4° 37' 42" OL  | 19076  | Meer afbeeldingen                                                                |
| Gepleisterd woonhuis                                                                                  | Woonhuis                  | tweede helft 19e eeuw           |                                 | Frederikspark 1                                            | 52° 22' 27" NB, 4° 37' 52" OL | 19092  | Meer afbeeldingen                                                                |
| Houtwijck                                                                                             | Woonhuis                  |                                 |                                 | Frederikspark 4                                            | 52° 22' 25" NB, 4° 37' 52" OL | 19094  | Meer afbeeldingen                                                                |
| Pand met sobere architectuur van monumentale allure                                                   | Woonhuis                  |                                 |                                 | Frederikspark 6                                            | 52° 22' 23" NB, 4° 37' 52" OL | 19095  | Meer afbeeldingen                                                                |
| Monument Costermonument                                                                               | Gedenkteken               | 1823                            | J.D. Zocher                     | Zuiderhoutlaan/Haarlemmerhout                              | 52° 21' 58" NB, 4° 37' 36" OL | 19197  | Meer afbeeldingen                                                                |
| Buitenplaats Schoonoord                                                                               | Kasteel, buitenplaats     | laatste 18e eeuw                |                                 | Houtmanpad 6 - 8 (Rollandspad 2 - 4)                       | 52° 23' 6" NB, 4° 36' 29" OL  | 19282  | Meer afbeeldingen                                                                |
| Huize Vaartzicht / Villa Zwanenburg                                                                   | Woonhuis                  | eind 18e eeuw                   |                                 | Koninginneweg 86                                           | 52° 22' 26" NB, 4° 37' 24" OL | 19473  | Meer afbeeldingen                                                                |
| Woonhuis met tuin                                                                                     | Woonhuis                  | 18e eeuw                        |                                 | van Tubergenpad 10                                         | 52° 22' 25" NB, 4° 37' 17" OL | 19474  | Woonhuis met tuin                                                                |
| Pand met rechte gootlijst onder zadeldak                                                              | Woonhuis                  | 19e eeuw                        |                                 | Leidsevaart 2                                              | 52° 22' 57" NB, 4° 37' 41" OL | 19554  | Meer afbeeldingen                                                                |
| Kathedrale Basiliek Sint Bavo: basiliek                                                               | Kerk en kerkonderdeel     | 1895-1930                       | J.TH.J. Cuypers                 | Leidsevaart 146                                            | 52° 22' 34" NB, 4° 37' 21" OL | 19555  | Meer afbeeldingen                                                                |
| Oosterhout                                                                                            | Kasteel, buitenplaats     | 18e eeuw                        |                                 | Oosterhoutlaan 19                                          | 52° 22' 5" NB, 4° 38' 5" OL   | 19637  | Meer afbeeldingen                                                                |
| Hek Spaer en Hout                                                                                     | Erfscheiding              | 18e eeuw                        |                                 | Oosterhoutlaan                                             | 52° 22' 5" NB, 4° 37' 55" OL  | 19638  | Hek Spaer en Hout                                                                |
| Aardig complex van huisjes langs binnenplaatsje                                                       | Woonhuis                  | 18e eeuw                        |                                 | Ramplaan 107 - 109 - 111                                   | 52° 22' 51" NB, 4° 36' 11" OL | 19668  | Aardig complex van huisjes langs binnenplaatsje                                  |
| Tuinwijk-Zuid: middenstandswoningen rond gemeenschappelijke tuin                                      | Woonhuis                  | 1920-1922                       |                                 | Spaarnelaan 11 t/m 25 (Tuinwijklaan 1-43)                  | 52° 21' 52" NB, 4° 37' 60" OL | 19751  | Meer afbeeldingen                                                                |
| Tuinwijk-Zuid: verdiepingloos pand                                                                    | Woonhuis                  | 1920-1922                       |                                 | Vijverlaan 14                                              | 52° 21' 58" NB, 4° 38' 6" OL  | 19812  | Meer afbeeldingen                                                                |
| Gepleisterd huis met zadeldak en rechte gootlijst                                                     | Woonhuis                  | 18e eeuw                        |                                 | Koningin Wilhelminalaan 10                                 | 52° 22' 11" NB, 4° 37' 38" OL | 19828  | Gepleisterd huis met zadeldak en rechte gootlijst                                |
| Groen en Hout                                                                                         | Woonhuis                  | ca. 1820                        |                                 | Koningin Wilhelminalaan 14                                 | 52° 22' 10" NB, 4° 37' 33" OL | 19829  | Meer afbeeldingen                                                                |
| Tuinwijk-Zuid: middenstandswoningen rond gemeenschappelijke tuin                                      | Woonhuis                  | 1920-1922                       |                                 | Zonnelaan 1 t/m 51 (Spaarnel. 27-41 / Tuinwijkl. 2-44)     | 52° 21' 53" NB, 4° 38' 9" OL  | 19841  | Meer afbeeldingen                                                                |
| Twee hardstenen pijlers                                                                               | Woonhuis                  | eerste helft 18e eeuw           |                                 | Zuiderhoutlaan 1                                           | 52° 21' 45" NB, 4° 37' 29" OL | 19842  | Twee hardstenen pijlers                                                          |
| Haarlemmerhout                                                                                        | Tuin, park en plantsoen   | eind 18e eeuw of begin 19e eeuw |                                 | Bos bij Paviljoen Welgelegen                               | 52° 22' 0" NB, 4° 37' 33" OL  | 19876  | Meer afbeeldingen                                                                |
| Gepleisterde villa met vlak zadeldak                                                                  | Woonhuis                  | midden 19e eeuw                 |                                 | Frederikspark 3 -5-5A                                      | 52° 22' 25" NB, 4° 37' 59" OL | 355393 | Meer afbeeldingen                                                                |
| Kathedrale Basiliek Sint Bavo: pastoriegedeelte                                                       | Kerkelijke dienstwoning   |                                 |                                 | Leidsevaart bij 146                                        | 52° 22' 34" NB, 4° 37' 21" OL | 395828 | Meer afbeeldingen                                                                |
| Kathedrale Basiliek Sint Bavo: sacristiegedeelte                                                      | Kerk en kerkonderdeel     |                                 |                                 | Leidsevaart bij 146                                        | 52° 22' 34" NB, 4° 37' 21" OL | 395833 | Meer afbeeldingen                                                                |
| Goldersgreen                                                                                          | Woonhuis                  | 1921                            | J.B. Loghem                     | Crayenesterlaan 13                                         | 52° 21' 43" NB, 4° 37' 40" OL | 46725  | Meer afbeeldingen                                                                |
| Frederikspark                                                                                         | Tuin, park en plantsoen   | 1863                            |                                 | Frederikspark                                              | 52° 22' 24" NB, 4° 37' 55" OL | 511392 | Meer afbeeldingen                                                                |
| kabinetorgel van J.P. Künckel in Oud-kath. kerk                                                       | Vanwege onderdelen kerk   | 1785 (ca)                       | J.P. Kunckel (bouwer)           | Kinderhuissingel 76, 78                                    | 52° 23' 10" NB, 4° 37' 51" OL | 511876 | Meer afbeeldingen                                                                |
| Coen Cuserhof: Hoofdgebouw                                                                            | Sociale zorg, liefdadigh. | 1907-1908                       | J.A.G. van der Steur            | Coen Cuserhof 25 t/m 47                                    | 52° 22' 26" NB, 4° 37' 28" OL | 513322 | Coen Cuserhof: Hoofdgebouw                                                       |
| Coen Cuserhof: Dienstwoning bestaande uit één bouwlaag onder samengestelde kap met rode hollandse pan | Dienstwoning              | 1907-1908                       | J.A.G. van der Steur            | Olieslagerslaan 7                                          | 52° 22' 25" NB, 4° 37' 31" OL | 513323 | Meer afbeeldingen                                                                |
| Rosehaghe-complex: woningblok van 32 woningen                                                         | Woonhuis                  | 1921-1922                       | J.B. Loghem                     | Anslijnstraat 5 t/m 67                                     | 52° 23' 5" NB, 4° 37' 26" OL  | 513337 | Upload foto                                                                      |
| Rosehaghe-complex: woningblok van 8 woningen                                                          | Woonhuis                  | 1921-1922                       | J.B. Loghem                     | Anslijnstraat 6 t/m 20                                     | 52° 23' 6" NB, 4° 37' 25" OL  | 513338 | Upload foto                                                                      |
| Rosehaghe-complex: woningblok van 10 woningen                                                         | Woonhuis                  | 1921-1922                       | J.B. Loghem                     | Brouwerskade 59 t/m 77                                     | 52° 23' 1" NB, 4° 37' 20" OL  | 513339 | Meer afbeeldingen                                                                |
| Rosehaghe-complex: woningblok van 4 woningen                                                          | Woonhuis                  | 1921-1922                       | J.B. Loghem                     | Brouwerskade 79 t/m 85                                     | 52° 23' 2" NB, 4° 37' 15" OL  | 513340 | Rosehaghe-complex: woningblok van 4 woningen                                     |
| Rosehaghe-complex: woningblok van 2 woningen                                                          | Woonhuis                  | 1921-1922                       | J.B. Loghem                     | Hoofmanstraat 5 - 7                                        | 52° 23' 6" NB, 4° 37' 24" OL  | 513341 | Rosehaghe-complex: woningblok van 2 woningen                                     |
| Rosehaghe-complex: woningblok van 4 woningen                                                          | Woonhuis                  | 1921-1922                       | J.B. Loghem                     | Hoofmanstraat 9 t/m 15                                     | 52° 23' 6" NB, 4° 37' 23" OL  | 513342 | Rosehaghe-complex: woningblok van 4 woningen                                     |
| Rosehaghe-complex: woningblok van 3 woningen                                                          | Woonhuis                  | 1921-1922                       | J.B. Loghem                     | Hoofmanstraat 6 t/m 10                                     | 52° 23' 7" NB, 4° 37' 22" OL  | 513343 | Rosehaghe-complex: woningblok van 3 woningen                                     |
| Rosehaghe-complex: Gemeenschapsgebouw                                                                 | Vergadering en vereniging | 1921-1922                       | J.B. Loghem                     | Hoofmanstraat 12 - 12A t/m C                               | 52° 23' 4" NB, 4° 37' 18" OL  | 513344 | Meer afbeeldingen                                                                |
| Rosehaghe-complex: woningblok van 30 woningen                                                         | Woonhuis                  | 1921-1922                       | J.B. Loghem                     | Hoofmanstraat 14 t/m 72                                    | 52° 23' 6" NB, 4° 37' 20" OL  | 513345 | Meer afbeeldingen                                                                |
| Rosehaghe-complex: woningblok van 4 woningen                                                          | Woonhuis                  | 1921-1922                       | J.B. Loghem                     | Hoofmanstraat 33 t/m 39                                    | 52° 23' 2" NB, 4° 37' 17" OL  | 513346 | Rosehaghe-complex: woningblok van 4 woningen                                     |
| Rosehaghe-complex: woningblok van 13 woningen                                                         | Woonhuis                  | 1921-1922                       | J.B. Loghem                     | Kopsstraat 2 t/m 26                                        | 52° 23' 3" NB, 4° 37' 22" OL  | 513347 | Rosehaghe-complex: woningblok van 13 woningen                                    |
| Rosehaghe-complex: woningblok van 14 woningen                                                         | Woonhuis                  | 1921-1922                       | J.B. Loghem                     | Merkmanstraat 1 t/m 27                                     | 52° 23' 1" NB, 4° 37' 19" OL  | 513348 | Rosehaghe-complex: woningblok van 14 woningen                                    |
| Rosehaghe-complex: woningblok van 14 woningen                                                         | Woonhuis                  | 1921-1922                       | J.B. Loghem                     | Merkmanstraat 2 t/m 28                                     | 52° 23' 3" NB, 4° 37' 20" OL  | 513349 | Meer afbeeldingen                                                                |
| Atelier Bogtman                                                                                       | Werk-woonhuis             | 1917                            | G.F. Lacroix                    | Zuider Emmakade 45 - 45 A t/m G                            | 52° 22' 19" NB, 4° 37' 11" OL | 513355 | Meer afbeeldingen                                                                |
| Herenhuis                                                                                             | Woonhuis                  | 1902                            | J.A.G. van der Steur            | Baan 19                                                    | 52° 22' 28" NB, 4° 37' 56" OL | 513356 | Meer afbeeldingen                                                                |
| Blok van vier herenhuizen                                                                             | Woonhuis                  | 1882                            | A. van der Steur jr             | Dreef 32 t/m 36 (Hazepaterslaan 7)                         | 52° 22' 16" NB, 4° 37' 44" OL | 513361 | Meer afbeeldingen                                                                |
| Blok van vier herenhuizen                                                                             | Woonhuis                  | 1880                            | A. van der Steur jr             | Dreef 24 t/m 30                                            | 52° 22' 21" NB, 4° 37' 46" OL | 513365 | Meer afbeeldingen                                                                |
| Vrijstaande villa                                                                                     | Woonhuis                  | 1880-                           |                                 | Hazepaterslaan 5                                           | 52° 22' 17" NB, 4° 37' 31" OL | 513380 | Meer afbeeldingen                                                                |
| Dubbel herenhuis                                                                                      | Woonhuis                  | 1880                            |                                 | Hazepaterslaan 1 - 3                                       | 52° 22' 18" NB, 4° 37' 29" OL | 513381 | Meer afbeeldingen                                                                |
| Voormalig pakhuis Olympia                                                                             | Opslag                    | 1895                            | R. van Hasfelt                  | Kinderhuissingel 6 (voormalige Kinderhuissingel 2 - 4 - 6) | 52° 23' 16" NB, 4° 37' 52" OL | 513389 | Voormalig pakhuis Olympia                                                        |
| Spoorwegviaduct                                                                                       | Brug                      | 1906                            |                                 | Kinderhuissingel                                           | 52° 23' 18" NB, 4° 37' 55" OL | 513390 | Spoorwegviaduct                                                                  |
| Tweede Volksbadhuis (voormalige Badhuis)                                                              | Gezondheidszorg           | 1903                            | S. Roog                         | Leidseplein 49                                             | 52° 22' 47" NB, 4° 37' 26" OL | 513400 | Meer afbeeldingen                                                                |
| D'Oranjeboom                                                                                          | Woonhuis                  | 1907-1908                       | B. Hagen                        | Oranjeplein 1 t/m 5                                        | 52° 22' 8" NB, 4° 37' 5" OL   | 513406 | D'Oranjeboom                                                                     |
| Villa                                                                                                 | Woonhuis                  | 1896                            | Johannes Wolbers                | Paviljoenslaan 5                                           | 52° 22' 17" NB, 4° 37' 55" OL | 513408 | Meer afbeeldingen                                                                |
| De Houtvaart                                                                                          | Sport en recreatie        | 1927                            | Dienst Openbare Werken          | Piet Heinstraat 12                                         | 52° 22' 51" NB, 4° 37' 0" OL  | 513415 | Meer afbeeldingen                                                                |
| Op hoek van Raamsingel en Koninginneweg gelegen villa                                                 | Woonhuis                  | 1900                            | J. van den Ban                  | Raamsingel 2                                               | 52° 22' 38" NB, 4° 37' 35" OL | 513416 | Op hoek van Raamsingel en Koninginneweg gelegen villa                            |
| Haarlemsche Huishoud- en Industrieschool                                                              | Onderwijs en wetenschap   | 1935                            | D. Greiner                      | Voorhelmstraat 25                                          | 52° 22' 25" NB, 4° 38' 13" OL | 513434 | Meer afbeeldingen                                                                |
| Uyt den Bosch                                                                                         | Woonhuis                  | 1911-1914                       | H. Hendriks                     | Spanjaardslaan 7                                           | 52° 21' 51" NB, 4° 37' 12" OL | 513440 | Meer afbeeldingen                                                                |
| Villa                                                                                                 | Woonhuis                  | 1920                            | F.L. Wright                     | Scheltemakade 1                                            | 52° 21' 45" NB, 4° 38' 8" OL  | 513444 | Villa                                                                            |
| 't Zonnehuis                                                                                          | Woonhuis                  | 1919-1920                       | J.B. Loghem                     | Scheltemakade 20                                           | 52° 21' 52" NB, 4° 38' 9" OL  | 513445 | Meer afbeeldingen                                                                |
| Blok van vier herenhuizen                                                                             | Woonhuis                  | 1923-1924                       | Johan Brouwer en J.C. Brand jr. | Crayenesterlaan 41 t/m 47                                  | 52° 21' 41" NB, 4° 37' 53" OL | 513461 | Blok van vier herenhuizen                                                        |
| Spaar en Hout: twee dienstwoningen                                                                    | Dienstwoning              | 1928-1930                       | K. Jonkheid                     | Spijkermanslaan 10 t/m 16                                  | 52° 22' 11" NB, 4° 37' 59" OL | 513466 | Spaar en Hout: twee dienstwoningen                                               |
| Spaar en Hout: lantaarnpaal                                                                           | Straatmeubilair           | 1928                            | P.L. Marnette                   |                                                            | 52° 22' 9" NB, 4° 37' 57" OL  | 513467 | Spaar en Hout: lantaarnpaal                                                      |
| Zuiderhout: blok van vier herenhuizen                                                                 | Woonhuis                  | 1923-1924                       | Johan Brouwer en J.C. Brand jr. | Crayenesterlaan 57 t/m 63                                  | 52° 21' 41" NB, 4° 37' 56" OL | 513474 | Zuiderhout: blok van vier herenhuizen                                            |
| Montessorischool                                                                                      | Onderwijs en wetenschap   | 1923                            | A.M.J. Sevenhuijsen             | Churchilllaan 70                                           | 52° 21' 55" NB, 4° 38' 0" OL  | 513475 | Montessorischool                                                                 |
| Dubbele villa                                                                                         | Woonhuis                  | ca. 1910                        |                                 | Linnaeuslaan 22 (zie Oosterhoutlaan 4)                     | 52° 22' 2" NB, 4° 38' 1" OL   | 513476 | Dubbele villa                                                                    |
| Half vrijstaand blok van drie herenhuizen                                                             | Woonhuis                  | 1910                            | P. Kuiper                       | Oranjeplein 9 - 11 (zie Prinsessestraat 2)                 | 52° 22' 10" NB, 4° 37' 6" OL  | 513477 | Half vrijstaand blok van drie herenhuizen                                        |
| De Steenhaag                                                                                          | Werk-woonhuis             | 1912                            | J.B. Loghem                     | Zonnelaan 2                                                | 52° 21' 54" NB, 4° 38' 10" OL | 513478 | Meer afbeeldingen                                                                |
| De Waterlelie                                                                                         | Woonhuis                  | 1917-1918                       | J.B. Loghem                     | Zonnelaan 6 - 6A                                           | 52° 21' 55" NB, 4° 38' 10" OL | 513479 | De Waterlelie                                                                    |
| De Zwanenhof                                                                                          | Woonhuis                  | 1909                            | J.B. Loghem                     | Vijverlaan 1                                               | 52° 21' 59" NB, 4° 38' 5" OL  | 513482 | Meer afbeeldingen                                                                |
| Mons Aurea                                                                                            | Onderwijs en wetenschap   | 1958-1960                       |                                 | Pijntorenstraat 30                                         | 52° 23' 8" NB, 4° 37' 48" OL  | 532147 | Meer afbeeldingen                                                                |